# Bob- und Skeleton-Weltmeisterschaften 2019
Die Bob- und Skeleton-Weltmeisterschaften 2019 fanden über den langen Zeitraum vom 8. Februar bis zum 10. März 2019 erstmals im Whistler Sliding Centre im kanadischen Whistler statt. Dabei wurden die Weltmeister im Bobsport und im Skeleton ermittelt. Die Bobsportler führten die 63. Bob-Weltmeisterschaft vom 8. bis 26. Februar 2019 durch. Die Skeletonsportler trugen ihre 27. Skeleton-Weltmeisterschaft vom 25. Februar bis zum 10. März 2019 aus.

## Vergabe
Den Austragungsort bestimmten die Delegierten des durchführenden Internationalen Bob & Skeleton Verbandes (IBSF) im Juni 2015 im belgischen Gent. Whistler setzte sich im zweiten Wahlgang mit 20 zu 19 Stimmen gegen das sächsische Altenberg durch. Ebenfalls beworben hatte sich die Schweizer Gemeinde St. Moritz, sie war aber im ersten Wahlgang ausgeschieden.

## Teilnehmende Verbände

Streckenplan vom Whistler Sliding Centre

| Europa (21 Verbände)                                                          | Europa (21 Verbände)                                                                            | Europa (21 Verbände)                                                                      |
| ----------------------------------------------------------------------------- | ----------------------------------------------------------------------------------------------- | ----------------------------------------------------------------------------------------- |
| - Belgien - Deutschland - Frankreich - Irland - Italien - Kroatien - Lettland | - Luxemburg - Monaco - Niederlande - Norwegen - Österreich - Polen - Rumänien                   | - Russland - Schweden - Schweiz - Spanien - Tschechien - Ukraine - Vereinigtes Königreich |
| Asien (4 Verbände)                                                            | Amerika (6 Verbände)                                                                            | Ozeanien (2 Verbände)                                                                     |
| - Volksrepublik China - Israel - Chinesisch Taipeh - Südkorea                 | - Amerikanische Jungferninseln - Brasilien - Kanada - Mexiko - Puerto Rico - Vereinigte Staaten | - Australien - Neuseeland                                                                 |

## Medaillenspiegel
| Platz  | Land               |   |   |   |    |
| ------ | ------------------ | - | - | - | -- |
| 1      | Deutschland        | 5 | 2 | 2 | 9  |
| 2      | Lettland           | 1 | 1 | – | 2  |
| 3      | Kanada             | – | 2 | 2 | 4  |
| 4      | Russland           | – | 1 | – | 1  |
| 5      | Vereinigte Staaten | – | – | 1 | 1  |
| 5      | Südkorea           | – | – | 1 | 1  |
| Gesamt | Gesamt             | 6 | 6 | 6 | 18 |

## Medaillengewinner
| Sportart       | Wettbewerb       | Gold                                                                             | Gold        | Silber                                                                     | Silber      | Bronze                                                                     | Bronze      |
| Sportart       | Wettbewerb       | Sportler                                                                         | Zeit        | Sportler                                                                   | Zeit        | Sportler                                                                   | Zeit        |
| -------------- | ---------------- | -------------------------------------------------------------------------------- | ----------- | -------------------------------------------------------------------------- | ----------- | -------------------------------------------------------------------------- | ----------- |
| Bobsport       | Zweierbob Frauen | DeutschlandMariama Jamanka Annika Drazek                                         | 3:30,08 min | DeutschlandStephanie Schneider Ann-Christin Strack                         | 3:31,14 min | KanadaChristine de Bruin Kristen Bujnowski                                 | 3:31,25 min |
| Bobsport       | Zweierbob Männer | DeutschlandFrancesco Friedrich Thorsten Margis                                   | 3:24,54 min | KanadaJustin Kripps Cam Stones                                             | 3:25,13 min | DeutschlandNico Walther Paul Krenz                                         | 3:25,43 min |
| Bobsport       | Viererbob Männer | DeutschlandFrancesco Friedrich Candy Bauer Martin Grothkopp Thorsten Margis      | 3:21,33 min | LettlandOskars Ķibermanis Matīss Miknis Arvis Vilkaste Jānis Strenga       | 3:21,62 min | KanadaJustin Kripps Ryan Sommer Cam Stones Benjamin Coakwell               | 3:21,78 min |
| Skeleton       | Frauen           | Tina Hermann                                                                     | 3:33,03 min | Jacqueline Lölling                                                         | 3:33,41 min | Sophia Griebel                                                             | 3:34,20 min |
| Skeleton       | Männer           | Martins Dukurs                                                                   | 3:28,11 min | Nikita Tregubow                                                            | 3:28,62 min | Yun Sung-bin                                                               | 3:28,99 min |
| Teamwettbewerb | Teamwettbewerb   | DeutschlandChristopher Grotheer Köhler/Gericke Sophia Griebel Lochner/Rademacher | 3:31,85 min | KanadaDave Greszczyszyn de Bruin/Bujnowski Mirela Rahneva Poloniato/Keefer | 3:32,00 min | Vereinigte StaatenGreg West Reinbolt/Davisi Savannah Graybill Gadbois/Horn | 3:32,49 min |